# Cerclage (Unfallchirurgie)

Ein Kniescheibenbruch wurde mit einer einfachen Drahtcerclage versorgt

Als Cerclage (frz. ‚Umschlingung‘) wird in der Unfallchirurgie eine Osteosynthesetechnik im Rahmen der Knochenbruchbehandlung bezeichnet.
Bestimmte Knochenbruchformen können durch Umschlingung der zuvor eingerichteten Fragmente mit einem Metalldraht, einer Metallkordel, Metallbändern oder kräftiger, meist resorbierbarer Kunststoffkordeln behandelt werden. Durch ein Drahtspanngerät oder ähnliche Vorrichtungen kann ein hoher Druck auf die Bruchflächen erzeugt werden, der die Fraktur stabilisiert und die Knochenbruchheilung begünstigt. Das Verfahren wird häufig in Kombination mit anderen Verfahren (Zuggurtung, Plattenosteosynthese) eingesetzt.
Geeignet zu dieser Behandlung sind beispielsweise Patellafrakturen (Kniescheibenbrüche), aber auch langstreckige Schräg- oder Spiralbrüche im Schaftbereich langer Röhrenknochen.